# Vicolo cieco (racconto)
Vicolo cieco (Blind Alley) è un racconto di fantascienza di Isaac Asimov pubblicato per la prima volta nel 1945 sul numero di marzo della rivista Astounding Science Fiction.
Successivamente è stato incluso in varie antologie, tra cui Asimov Story (The Early Asimov) del 1972.
È stato pubblicato varie volte in italiano a partire dal 1973.
Il racconto è ambientato nell'universo della Fondazione, durante l'era dell'Impero Galattico.

## Trama
I pochi superstiti dell'unica razza aliena intelligente scoperta dall'Impero Galattico sono stati trasferiti dal loro pianeta morente al molto più piacevole Cefeo-18, da cui viene il loro nome di Cefeidi. Il pianeta è uno zoo, un laboratorio e una riserva per le creature. Gli scienziati che studiano i Cefeidi non sanno se trattarli come esseri senzienti o animali, ma è certo che gli alieni sono a rischio di estinzione perché hanno cessato di riprodursi. Il capo dei Cefeidi ammette che la sua razza si sarebbe estinta sul loro pericoloso pianeta ma che però non ha ragione di vivere in una galassia completamente governata dagli umani che pensano a soddisfare tutti i loro bisogni fisici mentre a loro è vietato lasciare l'Impero.
Il supervisore civile, un amministratore di carriera, cerca di aiutarli attraverso la sua conoscenza della burocrazia imperiale. Inviando e facendo inviare un certo numero di rapporti ufficiali riesce a far mandare una flotta di centinaia di astronavi da carico ai Cefeidi. Sospettando che essi possano leggergli i pensieri, l'amministratore ripassa mentalmente il piano che ha escogitato in loro presenza e il trucco funziona. Infatti i Cefeidi requisiscono le navi e lasciano il pianeta per le nubi di Magellano per trovarsi un loro mondo. Con i rapporti e i documenti che ha prodotto, il supervisore si è messo al riparo da eventuali conseguenze sulla sua carriera e ottiene un altro compito.